# 怀庆街道
怀庆街道，是中华人民共和国河南省焦作市沁阳市下辖的一个乡镇级行政单位。

## 行政区划
怀庆街道下辖以下地区：
合作街社区、自治街社区、天鹅湖社区、玉溪苑社区、北关村、孟庄村、北金村、张十字村、明王庄村、马巷村、双磨村、姑姑寺村和徐巷村。